# Kleinreichenbach
Kleinreichenbach (früher auch Reichenbach) ist eine Ortschaft und eine Katastralgemeinde der Marktgemeinde Windigsteig im Bezirk Waidhofen an der Thaya im niederösterreichischen Waldviertel mit 72 Einwohnern (Stand 1. Jänner 2024).

## Geografie
Das Dorf befindet sich links der Thaya in einer nach Osten exponierten Lage und ist über die Waldviertler Straße oder die Landesstraße L67 erreichbar. Am 1. April 2020 umfasste die Ortschaft 37 Adressen.

## Geschichte
Der Passauer Bischof Konrad II. von Babenberg überließ ab dem Jahr 1150 den Zehent von Kleinreichenbach und Matzlesschlag seinem Vertrauten Heinrich von Kamegg. Später waren hier die Strein von Schwarzenau begütert.
Im Jahr 1822 wurde der Ort als Dorf mit 25 Häusern genannt, das nach Windigsteig eingepfarrt war, wohin auch die Kinder eingeschult wurden. Die Herrschaft Schwarzenau besaß die Ortsobrigkeit, übte die Landgerichtsbarkeit aus, besorgte die Konskription und hatte die Grundherrschaft inne.
Laut Adressbuch von Österreich waren im Jahr 1938 in Kleinreichenbach ein Gemischtwarenhändler und einige Landwirte ansässig. Etwas außerhalb betrieb das Gut Schwarzenau eine Ziegelei.

## Persönlichkeiten
- Antonia Fischer, geb. Kronigel (1864 – 1928), Mutter von Maria Fischer und Großmutter von Karl Fischer